# KV5
Pour les articles homonymes, voir KV5 (homonymie).
Situé dans l'est de la vallée des Rois, dans la nécropole thébaine sur la rive ouest du Nil face à Louxor, KV 5 est le tombeau des fils de Ramsès II. Sa grande taille en fait l'une des découvertes les plus étonnantes dans la vallée des Rois depuis la découverte du tombeau de Toutânkhamon (KV62).
Ramsès II eut de nombreux enfants et une longévité impressionnante pour l'époque ; il a donc enterré un grand nombre de ses fils et filles dans ce tombeau qui leur était dédié. À plusieurs reprises, le tombeau fut agrandi pour ajouter de nouvelles salles. On a retrouvé actuellement les noms de six princes royaux qui sont inhumés dans cette tombe même si l'on n'a pas encore retrouvé leurs momies.
Cette tombe fut découverte en 1825 par James Burton, qui reconnut le nom de Ramsès II gravé à l'entrée ; il put pénétrer dans les six premières salles encombrées de débris en creusant des tunnels de sondages mais, ne trouvant pas d'objet intéressant ou de décor mural, il en abandonna l'exploration. En 1902, Howard Carter dégagea à nouveau l'entrée, mais il ne comprit pas l'importance de cette tombe et la ré-enterra ensuite. L'entrée fut oubliée dès lors et ce n'est qu'en 1987 qu'elle fut redécouverte dans le cadre du Theban Mapping Project.
Plus de cent-trente salles sont désormais connues et le travail se poursuit toujours pour dégager le tombeau. En effet à cause de nombreuses inondations, le tombeau est rempli de boue qui devenue une gangue aussi solide que du ciment d'où la lenteur des travaux. Le tombeau pourrait contenir cent-cinquante salles voire deux cents pour les estimations les plus hautes.

## Description
KV5 est situé sur l’oued principal de la vallée des Rois. Ses dimensions sont réellement hors norme et en font l'hypogée le plus vaste et le plus grand de toute la vallée.
La tombe au total s'étend sur une longueur de 443,20 m pour une surface de 1 266,47 m2 avec un volume global de 2 154,82 m3. La hauteur maximale est de 2,85 m. Sa largeur varie entre 0,61 m et 15,43 m selon les pièces.
D'après les objets et les inscriptions trouvés sur place, il s'agit de la sépulture des enfants de Ramsès II. Six princes sont déjà connus pour avoir été enterrés dans cette tombe.
Le tombeau semble, à l'origine, avoir été creusé pour un personnage de la XVIIIe dynastie. En effet, les trois premières salles de l'entrée correspondent aux plans des tombes de cette dynastie. Puis, Ramsès II usurpa ensuite le lieu pour sa famille. Il est assez inhabituel de trouver une tombe princière dans la vallée des Rois. C'est une marque de grand honneur. 
Lors des campagnes de fouilles successives, les archéologues ont révélé l'ampleur exceptionnelle de ce tombeau car il contient plus de couloirs, un nombre de chambres considérable, de multiples salles ouvrant vers d'autres ailes de la tombe encore non fouillée. Au moins cent-trente chambres ont été découvertes depuis 2006, et on estime qu'il pourrait en contenir cent-cinquante voire deux-cents.
Le tombeau s'organise selon un plan très inhabituel.
Au départ, la tombe obéit aux règles communes à toutes les tombes royales de la vallée des Rois, à savoir une entrée et un escalier, puis les premières salles qui suivent un axe rectiligne sud-est. Mais il y a ensuite un brutal changement de l'axe du tombeau après la salle (3) qui est hypostyle avec ses seize piliers. Plusieurs ailes se déploient alors. Ainsi, deux couloirs se prolongent vers le nord-ouest sous l'entrée en direction de la route menant vers le tombeau tandis qu'un autre couloir se prolonge vers le sud-est avant de se diviser en deux par la suite. Malgré tout, il semble que le plan de la tombe obéit à une logique d'ailes bilatérales et symétriques.
La taille de presque toutes les chambres funéraires est d'environ 3 × 3 m.

### Structure des salles et chambres
La tombe se structure ainsi : 

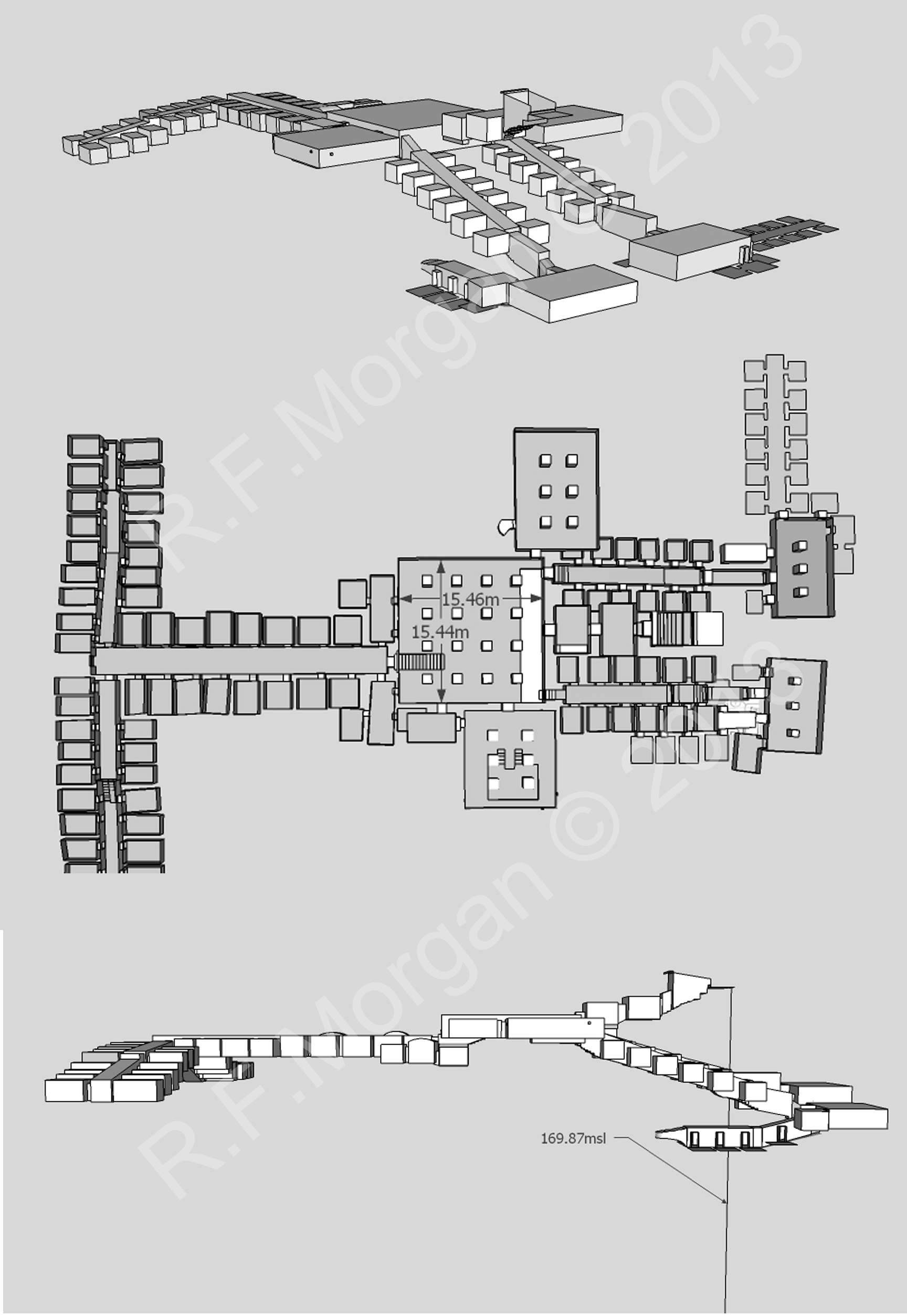
Plan de la tombe avec les numéros des pièces décrites ci-dessous.

- Une entrée avec un escalier en pente de 6 m de long. La porte d'entrée fait 2,5 m de haut et 1,2 m de large. On note déjà une nouveauté car cette porte est plus large de 20 cm que les autres portes présentes dans les tombeaux de la vallée. Sur le côté gauche de la porte, on décèle les traces de cartouches de Ramsès II et celle de la déesse Maât.
- La salle (1) mesure 5,2 × 3,6 m et fait 2,6 m de haut. À l'origine, cette salle était complètement remplie de débris sauf un sondage de 50 × 40 cm qu'avait creusé en haut du remblai James Burton en 1825. Aujourd'hui complètement fouillée, cette salle dispose de nombreuses scènes montrant le pharaon présentant ses fils à diverses divinités. Ainsi, on voit ainsi Ramsès II avec son fils Amonherkhépeshef devant le dieu Sokar et la déesse Hathor ; avec un fils non identifié devant le dieu Ptah ; et avec son fils Ramessou devant le dieu Néfertoum. On trouve également une scène montrant Osiris assis avec les quatre enfants d'Horus. On peut voir que le plafond s'est largement dégradé à cause des vibrations des autocars stationnant sur la chaussée au-dessus et à cause d'un tuyau d'égout qui fuyait.
- La salle (2) mesure 5,4 × 5,6 m et fait 2,6 m de haut. Elle est légèrement plus petite que la salle (1), mais est très semblable. Découverte par James Burton qui y a poursuivi ses sondages lorsque la salle était complètement obturée de débris, elle ne fut complètement dégagée qu'en 1994. Ses murs sont décorés de scènes montrant encore Ramsès II et ses fils devant Hathor et Anubis. Une longue et étroite fosse a été creusée dans le sol tout au long du mur nord-ouest de la salle. À l'intérieur de cette fosse, trois crânes d'hommes, un squelette adulte presque complet, et une cuisse de bœuf, tous momifiés, ont été exhumés. Des traces de décors sont présentes dans le puits sur le mur nord-ouest montrant également Hathor et Anubis.
- On débouche alors sur la grande salle centrale (3) qui mesure 15,44 × 15,46 m et fait 2,53 m de haut. Elle est soutenue par seize piliers. Chaque pilier fait 1 m de côté. Cette vaste pièce constitue le principal hall qui permet d'accéder, grâce à ses sept portes, aux soixante-dix chambres extérieures de la tombe et à toutes les ailes du tombeau. Cette grande salle hypostyle est la plus vaste salle creusée de toute la vallée des Rois et est également la seule à avoir autant de piliers. James Burton était parvenu, avec ses sondages, à atteindre cette salle à l'origine totalement obturée de débris. Il est possible que la partie nord-ouest de cette pièce ait été, au départ, une salle transversale distincte formant avec les salles (1) et (2) une tombe de la XVIIe dynastie. La salle (3) n'aurait eu à l'origine qu'une rangée de quatre piliers avec une grande cavité creusée en son centre. Mais Ramsès II fit disparaître la salle transversale pour agrandir démesurément la salle (3) en y ajoutant les douze autres piliers. On note que deux piliers centraux (3f) et (3g) ont subi de gros dégâts avant d'être ensuite réparés en urgence par de gros blocs de pierres brutes. On y a d'ailleurs retrouvé un graffiti en hiératique entre les piliers 3h et 3l indiquant : « Année dix-neuf, la poursuite [ou l'achèvement] du travail ». Le sol de la pièce est à plusieurs endroits surélevé par l'ajout de calcaire et de plâtre. Ce plancher surélevé s'incline vers les couloirs (12) et (20). La décoration de la salle montre les défunts devant les dieux mais surtout une belle scène de rituel de l'ouverture de la bouche où quatre princes sont assis devant l'autel du prêtre Iounmoutef qui dirige la cérémonie. Sept portes mènent à diverses chambres et à des couloirs. Ces portes se situent à trois niveaux différents, preuve des modifications architecturales successives faites au fur et à mesure des besoins. Un large escalier descend et permet d'accéder au couloir (7).
  - Deux portes s'ouvrent sur le mur nord-ouest qui permettent d'accéder à la grande salle (5) et à la salle (6).
    - La salle (5) mesure 10,5 × 9,7 m et fait 1,9 m de haut. Elle a un pilier d'un mètre de côté mais qui est très excentré au fond de la pièce. Il y avait sans doute plusieurs piliers dans cette grande salle, mais tous ont été détruits et seuls les débris de quatre colonnes subsistent. Quant au pilier resté intact, il est fait en pierre grossièrement taillée. C'est presque certainement un ajout ultérieur pour réparer le pilier original. Quatre niches ont été creusées dans les quatre murs, près des coins. Le plafond de la salle a été fortement endommagé à cause des vibrations des bus touristiques qui ont stationné sur la route située au-dessus de la pièce. D'énormes blocs sont donc tombés du plafond. Cette fut également partiellement sondée par James Burton. En 2011, cette salle (5) fut nettoyée et explorée. Il s'avère être une salle funéraire utilisée par un ou plusieurs enfants de Ramsès II mais on ne peut déterminer lequel puisque le décor est trop abîmé.
    - La salle (6), quant à elle, mesure 5,2 × 3,2 m et fait 2 m de haut. Elle communique avec la salle (5) par un petit corridor. On y a retrouvé des tessons de près de soixante-quinze amphores, et des bocaux de viande, tous contenant des os de bovins, d'oiseaux, et d'âne.

  - Lorsqu'on revient dans la salle (3), un grand escalier de 5 m de long permet d'accéder à un profond couloir (7) de 32,1 m de long sur 2,5 m de large et 2,3 m de haut. Il suit l'axe principal sud-est. Ce long couloir dispose de décors montrant Ramsès II et ses fils avec diverses divinités comme Horus, Osiris, Hathor ou Thot. Derrière ce couloir, s'enfonçant en dessous de la salle (3), se trouve : 
    - La salle (8), située sur le côté nord-est, suivie par ses trois annexes (8a, 8b, 8c). La salle (8) mesure 7,6 × 2,2 m pour 2 m de haut. Cette longue chambre et ses trois pièces latérales sont à peu près le pendant de la salle (9) et de ses trois annexes. L'extrémité du mur sud-est est défigurée et des morceaux décorés gisaient sur le sol. Le mur nord-ouest a aussi des traces de décoration, des ciselures sur le plâtre, d'une déesse ailée. Le plafond est plat.
      - L'annexe (8a) fait 3 × 3 m.
      - L'annexe (8b) mesure 3 × 2 m. Elle est voûtée.
      - L'annexe (8c) fait 3 × 2 m pour 1,6 m de hauteur. Elle est également voûtée. Elle a des traces de plâtre peint sur ses murs.

    - De manière symétrique, en face sur le mur sud-ouest, il y a une autre porte qui ouvre sur la salle (9), elle aussi connectée à trois annexes (9a, 9b, 9c) mais seule l'annexe (9b) est voûtée. Cette salle mesure 7,2 × 2,5 m et fait 2,3 m de hauteur. Contrairement à la salle (8), cette pièce a un plafond légèrement voûté mais sa courbure est plus prononcée à l'avant ce qui suggère qu'elle a pu être creusée en deux étapes successives. On a des traces de décoration sur la paroi sud-ouest de la pièce et le dessin d'un disque solaire. Les égyptologues pensent que le plan initial comprenait la salle (9) et son annexe (9c) seules. Les pièces (9a) et (9b) ayant été ensuite ajoutées plus tard après l'élargissement de la salle (9).
      - L'annexe (9a) mesure 3,6 × 2,6 m.
      - L'annexe (9b) mesure 3 × 1,9 m. Elle a un plafond voûté, avec une courbure plus prononcée à l'avant.
      - L'annexe (9c) mesure 3 × 2,2 m.

    - Après ces salles (8) et (9), seize chambres funéraires latérales s'égrènent le long du couloir (7), regroupées huit par huit. On a donc les chambres allant de (7a) à (7h) sur le côté sud-ouest ; et les chambres allant de (7i) à (7p) du côté nord-est. Toutes ces chambres mesurent 3 m de côté environ. Les chambres (7a), (7c) et (7e) sont les seules à être voûtées.
    - Au bout de ce corridor (7), une grande statue sculptée du dieu Osiris, les bras croisés sur la poitrine, marque l'intersection de deux nouveaux couloirs latéraux. Le premier (couloir 10) va au sud-ouest et l'autre (couloir 11) vers le nord-est. Ils conduisent à de nouvelles chambres disposées latéralement et symétriquement.
      - Le couloir (10) mesure 22,6 m de long sur 2,3 m de large. Sa hauteur est en moyenne de 2,3 m. Il permet d'accéder, par le côté nord-ouest, à neuf chambres numérotées (10a) à (10i). Sur le côté sud-est, sept autres chambres numérotées de (10j) à (10p) sont présentes. On note que ce couloir est sectionné en trois tronçons qui se rétrécissent. Il est possible qu'il puisse se poursuivre plus longuement. Il descend en pente régulière. Son extrémité se place juste au-dessus de la chambre funéraire principale de la tombe KV6 creusée plus bas. Des traces de décoration en plâtre et des marques rouges sont visibles sur les murs.
      - De l'autre côté, diamétralement opposé au couloir (10), on accède au corridor (11). Il respecte l'organisation symétrique du couloir (10). Ainsi, le couloir (11) mesure 22,2 m de long sur 2,3 m de large pour 2,1 m de hauteur. Lui aussi présente, sur le côté sud-est, neuf chambres numérotées (11a) à (11i) et sept chambres sur le côté nord-ouest numérotées (11j) à (11p). Ce couloir dispose d'un escalier près des chambres (11e) et (11f) qui rompt le niveau du corridor. Ainsi, l'extrémité du corridor est plus basse qu'à son entrée. Là encore, comme pour le couloir (10), il semblerait qu'il puisse se poursuivre plus longuement. Des marques à l'encre rouge sont peints sur le plafond.

  - Toujours à partir de la salle (3), sur le côté opposé de la salle (5), une porte s'ouvre au sud-ouest et mène vers la grande salle hypostyle (4) qui mesure 12,9 × 8,8 m pour 2 m de haut. Elle a six piliers alignés en deux rangées. Elle avait été très partiellement sondée par James Burton. Une alcôve est présente sur le côté sud-est. On ignore encore si c'est l'amorce d'une nouvelle salle ou bien une simple niche. La salle (4) a la particularité de se placer juste au-dessus de deux salles de la tombe KV6.
  - Enfin, à partir de la salle (3), sur le côté nord-ouest, deux couloirs (12) et (20), en forte pente, se prolongent et s'enfoncent sous l'entrée du tombeau en direction de la route.
    - En descendant l'escalier de neuf marches, on entre dans le couloir (12) qui fait 18,4 m de long sur 2 m de large pour 2,5 m de haut. On y trouve douze chambres latérales organisées six par six dont certaines sont fermées, encore avec leur scellés. Son mur nord-est comprend les chambres allant (12a) à (12f) tandis que du côté sud-ouest il y a les chambres (12g) à (12l). La pente du corridor est assez abrupte. Des traces d'une figure royale et du cartouche de Ramsès II sont ciselés sur le mur nord-est.
    - À son extrémité, un autre petit escalier mène au couloir (13) qui fait 6,2 m de long sur 1,6 m de large pour 2,8 m de hauteur. Puis un dernier petit escalier permet d'aller dans la grande salle (14).
    - La salle (14) est une salle hypostyle rectangulaire de 11,1 × 6,4 m pour 2,5 m de haut. Elle possède trois piliers centraux de 90 cm de côté. Elle est importante car elle modifie l'axe de l'aile puisqu'elle se réoriente brutalement au sud-ouest. Les fouilles se sont aussi longtemps concentrées sur cette salle (14), un des lieux les plus profonds de la tombe. Elle se situe à quatorze mètres sous la route actuelle. Il y a trois portes sur son mur sud-est, deux au sud-ouest, et une dernière à l'arrière au nord-ouest. Enfin, des traces de plâtre peints sur les murs et les piliers ont été relevées. La pierre a été taillée ici avec un grand soin. Les différentes ouvertures permettent d'accéder à :
      - La salle (15) qui fait 4,7 × 1,9 m pour 2,2 m de haut.
      - La salle (17),
      - La salle (18) suivit par son annexe (18a). La salle (18) semble n'avoir aucune nouvelle ouverture. Par le passé, sa proximité avec la tombe KV7 de Ramsès II toute proche avait suscité des questions sur une connexion possible entre les deux tombes.
      - La salle (19) semblait être identique au couloir (25) mais il s'agissait finalement d'une salle qui n'ouvre sur aucun autre passage.
      - Le couloir (16) qui est orienté au sud-ouest et est parallèle à la route moderne. Il semble obéir au même plan que le couloir (10). Seize chambres s'égrènent six par six sur chacun de ses côtés, à savoir les chambres allant de (16a) à (16f) du côté nord; et de (16g) à (16l) du côté sud. On ne connaît pas encore sa longueur définitive puisqu'il n'est pas encore totalement dégagé et seuls ses huit premiers mètres ont été déblayés actuellement.

    - Le couloir (20) est profond de 14,5 m. Il obéit de manière symétrique à la structure du couloir (12). Il comprend douze chambres latérales alignées symétriquement à savoir les chambres de (20a) à (20f) du côté sud, et les chambres de (20g) à (20l) du côté nord. La pente du corridor est assez abrupte. À son extrémité un petit escalier permet d'entrer dans la salle (21), suivie par la salle (22).
      - La salle (22) est une salle hypostyle rectangulaire de 11,5 × 6,5 m. Elle est importante car elle modifie l'axe de l'aile puisqu'elle se réoriente au nord-est. Elle dispose de nombreuses portes permettant d'accéder à :
        - La salle (23),
        - La salle (24),
        - Le couloir (25). Ce couloir (25) est le couloir le plus récemment découvert. Il s'enfonce en dessous du couloir (20) et suit un axe qui revient vers la salle (3). Huit chambres latérales (25a à 25h), regroupés quatre par quatre ont déjà découvertes.

## Décoration
La décoration de KV5 est très similaire à ce qu’on voit dans la tombe de Néfertari (QV66). Il est possible que ce soit les mêmes artisans qui ont œuvré pour les deux tombes.
Le décor en relief dans KV5 a été soit sculpté directement dans la roche calcaire soit, si la pierre était trop fragile, sculpté sur une épaisse couche de plâtre appliquée sur les parois. Il y a des traces de décoration sur chaque mur et chaque pilier dans la tombe. Mais à cause des inondations, la plupart des scènes et des inscriptions ont disparu. Parfois, les traces sont si faibles qu'il est impossible de les photographier. On trouve aussi beaucoup de marques de dessins préliminaires à l'encre rouge ou de marques de niveaux.
Les parois livrent de nombreuses scènes représentant Ramsès II seul ou accompagné de ses fils devant les dieux égyptiens. KV5 devait donc être à l’origine aussi magnifiquement décorée que la tombe de la reine Néfertari, mais il ne reste plus grand-chose actuellement. Les scènes de présentation des princes aux dieux sont très élaborées et d'une qualité bien supérieure à celles que l'on trouve habituellement dans des tombes princières. En effet, sous le règne de Ramsès II, ses fils ont souvent remplis des fonctions importantes et cela se retrouve dans la finesse du décor funéraire fait pour eux.
Il est décoré aussi des scènes du rituel de l'ouverture de la bouche dans la grande chambre hypostyle (3) et de multiples représentations du pharaon, de nombreux dieux dont une représentation sculptée du dieu Osiris dans le couloir (7) qui est réellement unique car le visage est celui de Ramsès II.
De nombreuses offrandes funéraires sont figurées.
On a en outre la figuration de plus de vingt de princes royaux gravés sur les murs des chambres (1), (2), (8); sur les portes (3) et (9) ; sur la salle hypostyle (3) ; sur les couloirs (7) et (12). On a également retrouvé le nom d’un scribe de Ramsès II, Qenhirkahepeshef. 
Certains murs de KV5 semblent être à nu. Mais un examen attentif révèle de faibles traces de sculpture sur les murs ou des fragments de plâtre peint qui sont tombés et se retrouvent sur le sol. Ainsi, un petit morceau de plâtre peint a été retrouvé sur le sol dans la salle hypostyle (4) et avait la forme d'une plume. Les archéologues ont en déduit que ce type de plumes étaient généralement tenues par un prince ou une figure de l'âme du défunt.

## Histoire
Un papyrus conservé au Musée égyptologique de Turin indique une référence à cette tombe :  
« Maintenant, Ousihe et Patouere ont taillé les pierres d'en haut du tombeau du roi Osiris (Ramsès II), le grand Dieu... L'artisan en chef Paneb, mon père, a parlé aux hommes pour enlever des pierres de là. [Il a fait] exactement cela. Et Kenena le fils de Ruta l'a fait de la même manière au-dessus du tombeau des enfants royaux du roi Osiris (Ramsès II), le grand Dieu »
— KV 5 History - Theban Mapping Project.
C'est pourquoi les archéologues pensèrent pendant longtemps que Ramsès II s'était fait construire deux tombeaux, les KV5 et KV7.
Le tombeau a pu, à l'origine, avoir appartenu à un personnage non identifié de la XVIIIe dynastie dont Ramsès II usurpa l'emplacement pour étendre démesurément la tombe afin de pouvoir inhumer tous ses enfants. En effet, à l'origine, KV5 était une petite tombe regroupant la porte d'entrée (A), les chambres (1), (2) et une partie de la salle (3). Mais Ramsès II l'a ensuite considérablement agrandi et ceci en plusieurs phases selon les besoins et les décès des princes au cours de son règne.
Il n'y a aucune preuve de réutilisation de KV5 après le règne de Ramsès II.
On savait également, d’après le Papyrus de la Grève daté de l’an 29 du règne de Ramsès III, que la tombe que Ramsès II avait préparée pour ses enfants, comportait près de cent chambres. Le papyrus signale également une tentative d’effraction à laquelle KV7 et KV5 furent soumises à cette date :
« An 16, jour 22 du troisième mois de l'inondation (...) Interrogatoire des hommes trouvés en train de violer les tombes de Thèbes ; accusations formulées par le maire de Thèbes et le Chef de Police à la grande et noble tombe de millions d'années du pharaon (...) Il est possible que du fait que la situation générale ne s’améliore pas pour les générations de travailleurs, sous les successeurs de Ramsès III, les artisans se décident à piller les tombes, et personne mieux qu'eux ne seront efficaces pour cette tâche, parce qu’ils les ont bâties. »
— Papyrus de la grève - Egyptos.net.
Les dernières estimations indiquent qu'elle pourrait loger au moins cent-cinquante chambres, correspondant aux sépultures des enfants de Ramsès II. Six princes sont déjà identifiés pour être effectivement enterrés dans cette tombe : 
- Mériamon, ou Ramsès-Méryamon (Bien-aimé d'Amon), des fragments de ses vases canopes ont été découverts dans la tombe.
- Ramessou (Né de Rê), fils aîné d'Isis-Néféret, est attesté de manière certaine sur l'une des représentations figuratives des murs, accompagné de son père Ramsès II. Il figure en  prière devant le dieu Néfertoum.
- Séthi, où deux de ses vases canopes ont été découverts. Sur son équipement funéraire, son nom est Sutiy.
- Mériatoum (Bien-aimé d'Atoum), grand prêtre d'Héliopolis.
- Amonherkhépeshef (Amon est avec son bras fort), où on a trouvé les restes d'un viatique funéraire à son nom dont un de ses vases canopes en calcite dans la tombe. Certaines scènes du décor de la KV5 représentent le prince qui est introduit par son père auprès des dieux ou l'accompagnant dans les cérémonies cultuelles. On a retrouvé les fragments du crâne d'Amonherkhépeshef, ce qui permit de le reconstituer.

Le tombeau fut pillé durant l'Antiquité puis a subi les mêmes dégradations que la plupart des autres tombeaux. Il fut très souvent inondé lors des puissantes et soudaines crues des eaux ruisselantes qui accompagnent les orages frappant régulièrement la vallée. On a compté pas moins de onze crues soudaines provoquées par les fortes pluies dans la vallée. Celles-ci ont complètement rempli la tombe avec des débris et très sérieusement endommagé ses murs décorés.

## Fouilles
Dans l'antiquité, à cause des crues, la gangue de boue solidifiée était aussi dure que du ciment. Les pièces de la KV5 en étaient totalement obturées, ce qui a empêché durant des siècles de les explorer. Mais l'entrée de KV5 était encore visible au XIXe siècle.
Pendant longtemps, une confusion a régné chez les égyptologues à propos des chantiers mis en œuvre par Ramsès II dans la vallée des Rois. Deux tombes lui avaient été attribuées : la KV7 située dans la partie basse de l'oued principal, et la KV5 creusée sur le versant opposé. Mais personne n'avait imaginé ce que KV5 réserverait finalement.
Le tombeau fut exploré et cartographié pour la première fois en 1825 par James Burton qui a visité les six premières salles. Lorsqu'il découvrit l'entrée de cette tombe, il remarqua, gravé sur une paroi, un cartouche au nom de Ramsès II. Ses ouvriers ont alors percé des passages à travers les trois premières chambres (1), (2) et (3) remplis de débris, mais ils ne voyaient pas d'objets ou de décorations murales. Mais James Burton a également été en mesure de ramper dans trois autres chambres (4), (5) et (6), sondant avec un bâton les coins inaccessibles pour déterminer leurs dimensions approximatives. Finalement, il mettra fin à ses investigations après avoir dégagé une partie des trois premières chambres (1), (2) et (3).

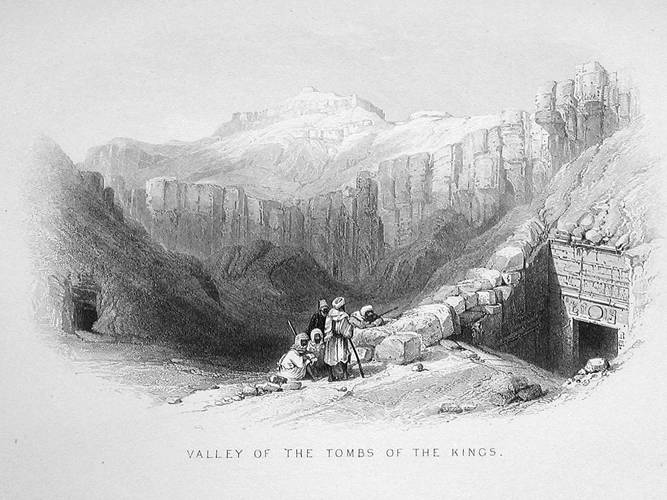
La vallée des tombes des rois par William Henry Bartlett (1809-1854), (1862).

Plus tard, en 1902, Howard Carter dégagea l'entrée à nouveau, mais il ne comprit pas l'importance de cette tombe. il explora notamment la salle (9) et son annexe (9a). Mais il arrêta très vite ses recherches, jugeant cette sépulture sans grande importance car n'ayant aucune décoration. Il enfouira même l'entrée sous les gravats d'un autre chantier.
Ainsi, la tombe fut dès lors oubliée.
Ce n'est qu'en 1987 que la mission Theban Mapping Project organisa la première fouille exhaustive. En effet, à l'époque, le gouvernement égyptien décida d'élargir la chaussée de la vallée des Rois. C'était un emplacement stratégique pour les vendeurs de souvenirs et pour le stationnement des autocars de touristes. Or, on savait, à partir des dossiers de James Burton, que KV5 devait se situer à proximité. Avant que les travaux ne soient lancés, Theban Mapping Project organisa une fouille préventive et, en dix jours, retrouva la tombe. Le premier examen archéologique de KV5 a été faite par Kent Reid Weeks qui dirige toujours les fouilles aujourd'hui. C'est à partir de cette date que l'on s'aperçut que cette tombe était immense et exceptionnelle.
- De 1987 à 1994, les fouilles dégagent à nouveau les deux premières chambres (1) et (2). Au départ, on pensait que le tombeau se limitait à ce que James Burton avait découvert. Mais au vu des vastes reliefs peints sur les murs et des milliers fragments d'objets retrouvés, les archéologues ont pu lire des inscriptions indiquant les noms de plusieurs fils de Ramsès II, et ils comprirent que KV5 était un mausolée familial. Les archéologues ne pouvaient retirer les débris de la chambre (3) alors structurellement instable. Donc ils ne la fouillèrent pas encore.
- En 1990, on construisit des murs protecteurs autour de l'entrée de KV5 pour la protéger des inondations. Les kiosques des vendeurs furent déplacés par ordre du gouvernement égyptien, et la circulation de tout type de véhicules fut interdit. Un transformateur électrique fut placé à proximité jusqu'en 1997.
- En 1995, après avoir consolidé les seize piliers de la salle (3), on dégagea tous les débris et on découvrit le couloir (7) complètement bouché jusqu'au plafond de débris. Il était possible de ramper en avant pour trouver les ailes des couloirs (10) et (11). Une fois les couloirs dégagés, on découvrit des traces de peintures et de reliefs le long des murs ainsi que les chambres latérales.

Depuis la découverte des premières chambres supérieures de 1995, chaque campagne de fouille annuelle révèle de nouvelles salles. On en compte aujourd’hui plus de cent-trente mais on suspecte l'existence de cent-cinquante pièces voire plus.
- En 1996, on dégagea l'accès aux couloirs (12) et (20).
- Au printemps 1997, le couloir (12) avait été partiellement exploré.
- On put fouiller la salle (14) et ses trois piliers en 2011.
- En 2012, le couloir (16) est exploré.
- En 2015, c'est le couloir (25) fut découvert.

Enfin, en parallèle des fouilles, une grande campagne de conservation et de restauration a été menée car la tombe se détériore vite. Durant les années 1960 à 1990, les autocars de tourisme se garaient juste au-dessus de la tombe, et les vibrations engendrées ont provoqué de très importants dommages aux ailes situées en dessous de la chaussée. Enfin, une canalisation d'égout sous l'entrée de la vallée des Rois qui fuyait a également endommagé cette partie. Donc un travail de stabilisation a été poursuivi dans les parties supérieures de la tombe.
Le travail de fouille est enfin ralenti par l'énorme quantité de débris qu'il faut retirer puis transporter à l'extérieur. Ces débris sont souvent durs et contiennent des menus objets et de décors. Cela explique l'extrême lenteur des archéologues.
Enfin, deux grands dangers menacent la tombe : la température et l’humidité. À 5 heures du matin, le taux d’humidité est de 15 %, alors qu’à 17 heures, il atteint 85 %, ce qui conduit à une variation trop dommageable pour l'hypogée. Un système de climatisation pour maintenir le degré d’humidité et de température adéquat est à l'étude.
Les fouilles de cette tombe furent : 
- 1825 : James Burton : découverte et cartographie.
- 1902 : Howard Carter : visite.
- Depuis 1987 : Kent Weeks dans le cadre du Theban Mapping Project : fouille exhaustive en cours, déblaiement, étude épigraphique.
- Depuis 1994 : Theban Mapping Project : mesures de conservation.
- Depuis 1995 : Theban Mapping Project : études photographiques afin de juger de l'état des tombes et des nombreuses détails.

## Les objets exhumés
Les fouilles ont exhumé à ce jour des milliers de tessons, des ouchebtis des perles en faïence, des ostraca en hiératique, des flacons en verre. On a également des restes de mammifères, divers objets religieux, des objets en forme de navires. 
Une grande statue d'Osiris, le dieu des morts, les bras croisés sur la poitrine, est remarquable par son réalisme et la qualité d'exécution. Cette statue a le visage et les traits de Ramsès II. Cela permet de mieux comprendre l'expression « roi Osiris » présent dans un papyrus du Musée égyptologique de Turin évoquant la tombe de Ramsès II.
Surtout, on sait que six momies de princes royaux y sont inhumées de manière certaine. On a retrouvé les fragments du crâne de son fils Amonherkhépeshef, ce qui permit de le reconstituer. Dans la salle (2), les archéologues ont retrouvé le squelette bien conservé d'un homme momifié au fond d'un petit puits. Il est possible que ce soit les restes d'un des fils de Ramsès II. Trois crânes ont aussi été exhumés.
Des dizaines de milliers d'objets ont été trouvés dans KV5, la majorité brisés par les anciennes inondations qui ont frappé la vallée des Rois. Ces fragments sont mêlés dans la gangue de boue et de débris des tombes inférieures. Ils nécessitent un grand soin pour les nettoyer, enregistrer précisément leur emplacement, les photographier et les analyser. Car ils fournissent des informations importantes sur la chronologie, la circulation des marchandises et des pratiques funéraires. Ce qui pose le plus grand problème est de déterminer quel objet était à l'origine dans le tombeau et quel autre a été transporté puis déposé par les crues.
Les fragments de poteries sont présents en très grand nombre, avec des formes distinctives et de composition. Souvent, on a trouvé des fragments de poterie dans la salle (1) qui complétaient d'autres provenant du couloir (7) car ils avaient été dispersés par les inondations. La salle (6) comportait soixante-quinze amphores brisées en mille morceaux qui ont été reconstituées.
En plus on a trouvé des vases canopes contenant des organes internes momifiés comme le foie, les poumons, l'estomac et les intestins. Ces vases sont soit en pierre, soit en bois. Il n'y a qu'un seul vase canope en albâtre qui, pour l'instant, a été retrouvé. Les inscriptions gravées à l'encre bleue donnent les noms et titres de Mériamon, Séthi et Amonherkhépeshef.
Les ouchebtis retrouvés dans la tombe KV5 sont en faïence ou en albâtre égyptien, et ont souvent des textes et des noms écrits à l'encre sur leur corps, les exhortant à exercer leurs fonctions.
Plusieurs embouts décoratifs finement sculptés ont été trouvés dans la tombe. Ils sont faits d'os blanc albâtre.
On a également retrouvé des harnais en bois d'un char de guerre. On estime qu'ils doivent être similaires aux chars retrouvés intacts dans la tombe de Toutânkhamon.
Dans KV5, on trouve aussi des objets qui viennent d'autres tombes, emportés puis redéposés par les crues.
On a enfin de nombreux objets laissés par les ouvriers qui sculptaient et décoraient le tombeau, comme un ostracon de la salle (2) dont le texte indique la livraison d'une commande de mèches de bougie pour fournir la lumière pour les artisans, ou un autre dans la salle (3) indiquant la date de fin de travaux dans la pièce.

## Photos

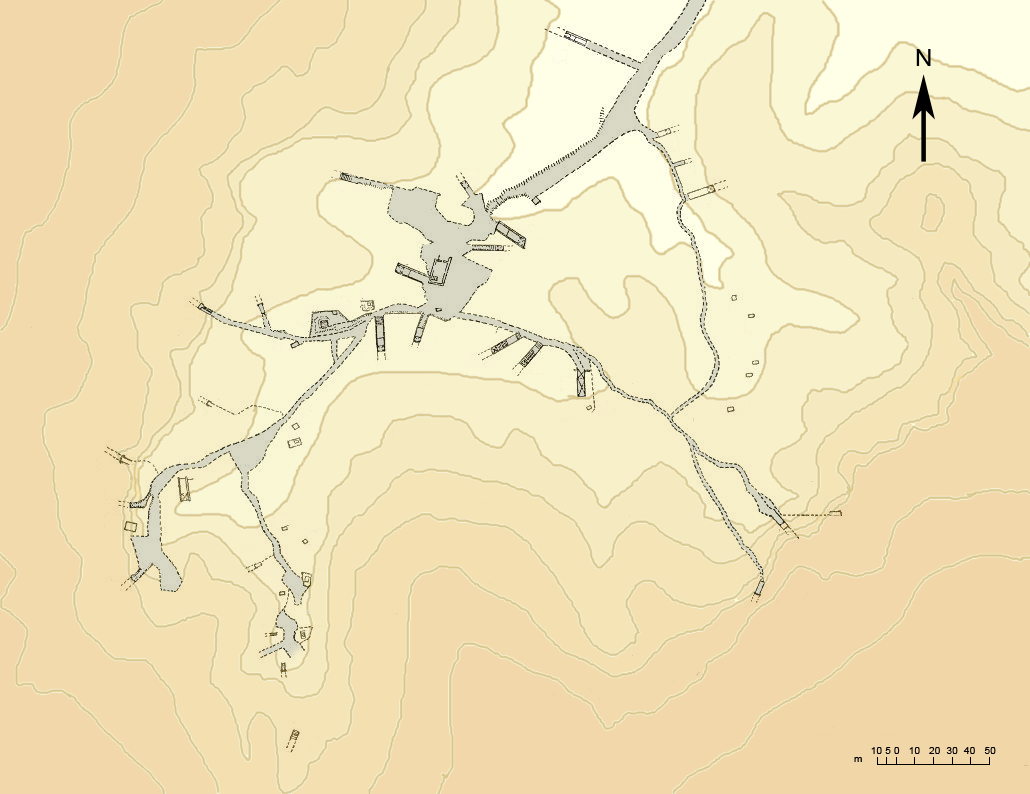
Plan de situation de la vallée des rois.
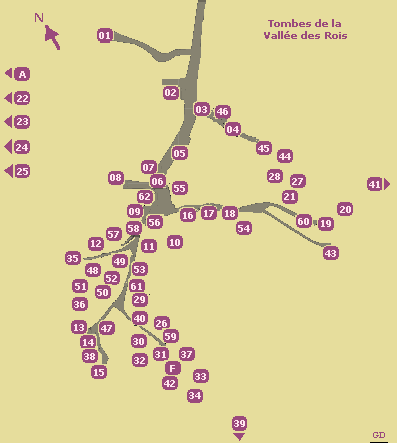
Localisation des tombeaux.
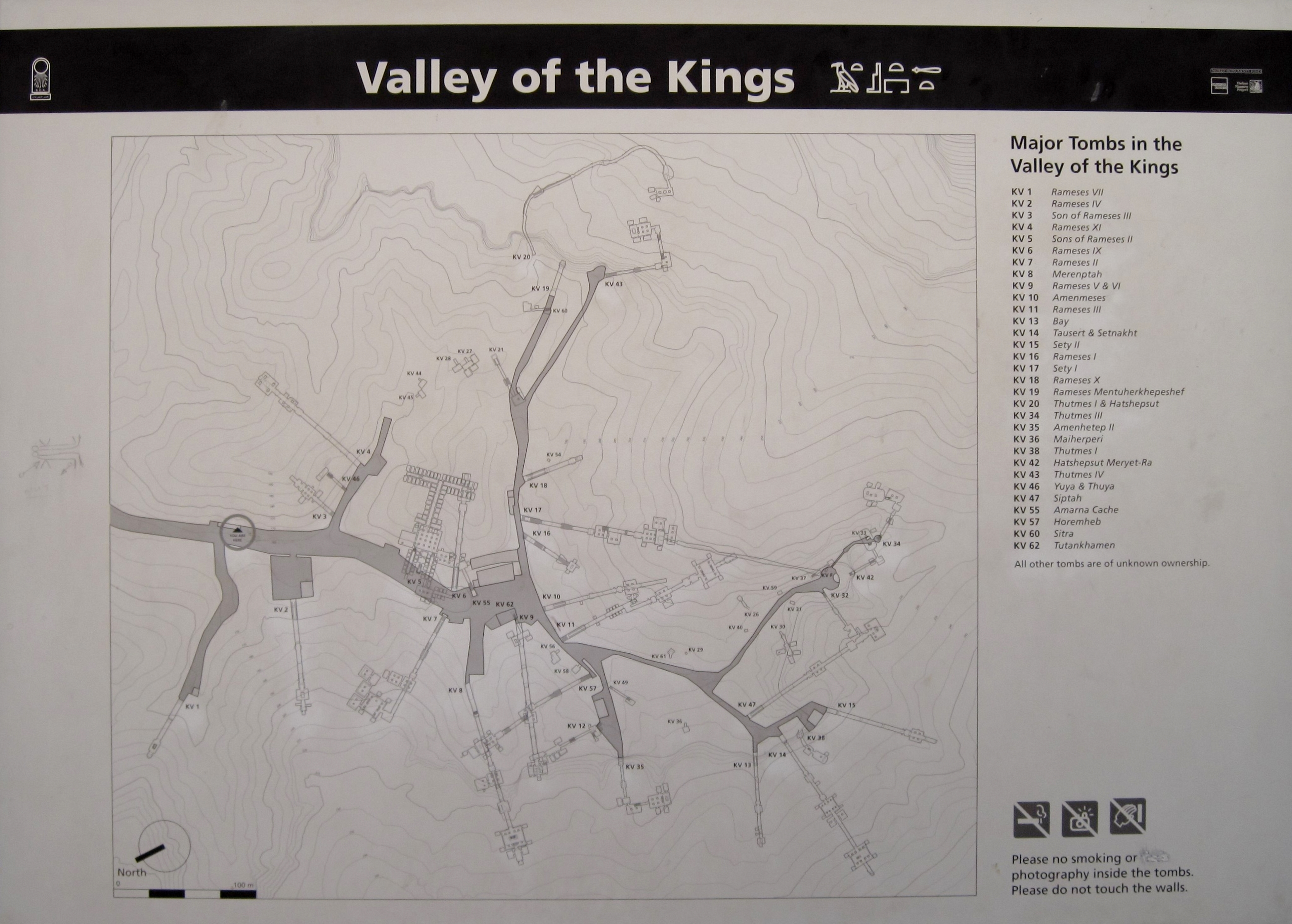
Carte détaillée de la vallée.
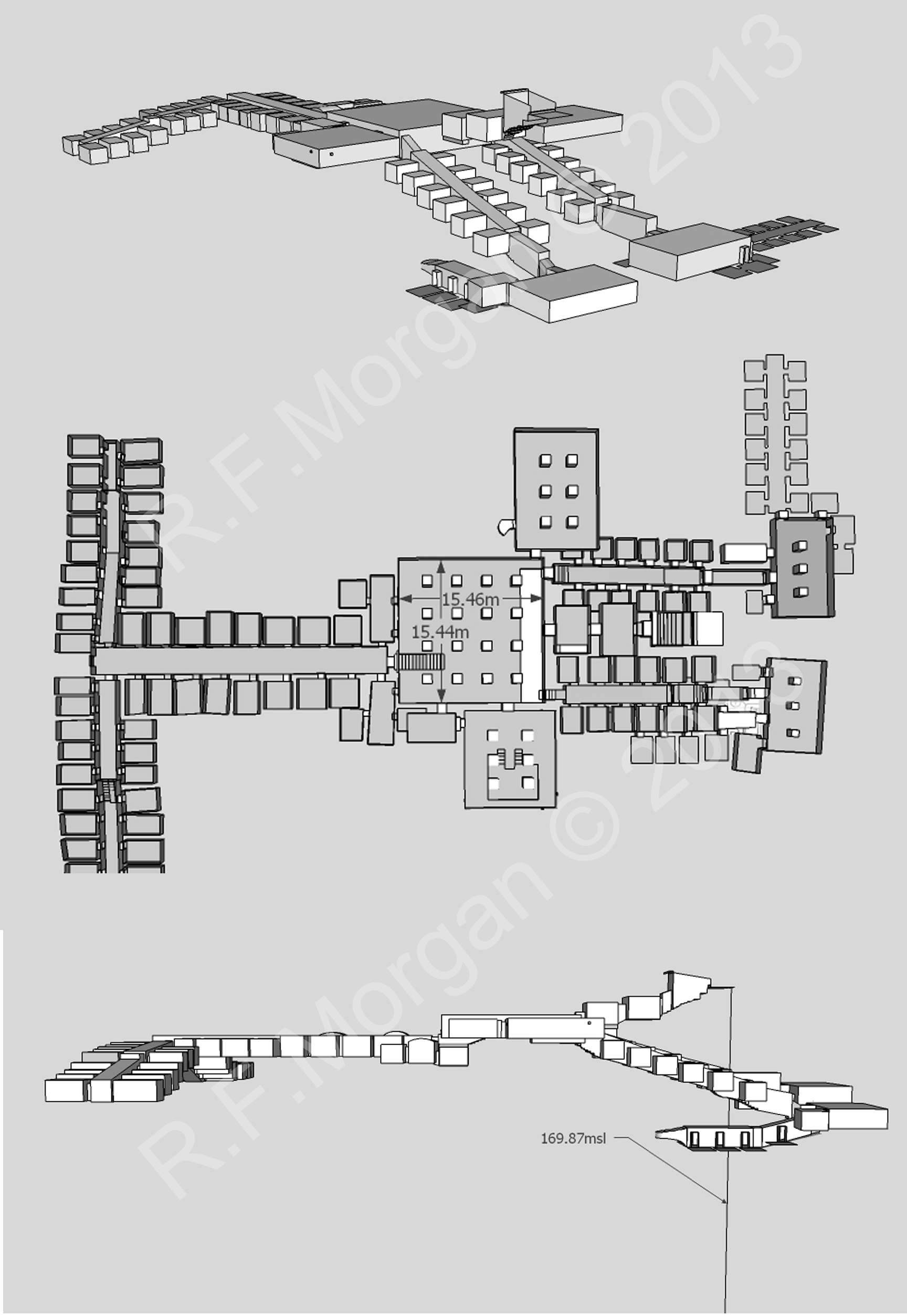
Plan et schéma du tombeau.